# Квятковиці (Любуське воєводство)
Квятковиці (пол. Kwiatkowice, нім. Blumenthal) — село в Польщі, у гміні Боґданець Ґожовського повіту Любуського воєводства.
Населення — 212 осіб (2011).

## Демографія
Демографічна структура станом на 31 березня 2011 року:
|          | Загалом | Допрацездатний вік | Працездатний вік | Постпрацездатний вік |
| -------- | ------- | ------------------ | ---------------- | -------------------- |
| Чоловіки | 105     | 27                 | 69               | 9                    |
| Жінки    | 107     | 25                 | 59               | 23                   |
| Разом    | 212     | 52                 | 128              | 32                   |